# Tris
Tris, cu denumirea completă tris(hidroximetil)aminometan, cu denumirile alternative trometamină, trometamol sau THAM, este un compus organic cu formula chimică (HOCH2)3CNH2, și este considerat a fi unul dintre compușii din lista de tampoane elaborate de Good. Este utilizat foarte frecvent în biochimie și biologie moleculară, fiind un component al soluțiilor tampon. Molecula conține un rest de amină primară, și reacționează cu compuși reactivi față de aceasta, precum aldehidele. Tris poate complexa și ionii metalici din soluție.
Are și importanță medicală, iar trometamină este utilizată ca medicament, în tratamentul acidozei metabolice severe, în circumstanțe specifice. De asemenea, unele medicamente sunt formulate sub formă de sare cu trometamină, precum ketorolac trometamol.